# Marc Rosset
Marc Rosset (Genève, 7 november 1970) is een Zwitsers voormalig professioneel tennisser. Hij werd olympisch kampioen tijdens de Olympische Zomerspelen 1992 en won in zijn carrière veertien enkel- en acht dubbelspeltitels in ATP-toernooien.
Rosset won nooit een grandslamtoernooi in het enkelspel, maar werd in 1992 wel dubbelspelkampioen op Roland Garros, samen met Jakob Hlasek. Met Zwitserland haalde hij dat jaar ook de finale van de Davis Cup. Hoewel Rosset zelf Jim Courier versloeg, verloor Zwitserland de ontmoeting met 3-1 van de Verenigde Staten. Hij won met het nationale team wel de World Team Cup in 1996 door in de finale Tsjechië met 2-1 te verslaan.
Rossets hoogste positie op de ATP-wereldranglijst was plaats negen in 1995. Met zijn lengte van 2.01 m stond hij bekend als een service-kanon. In 2005 stopte de Zwitser met professioneel tennis.

## ATP-titels enkelspel
- Genève 1989
- ATP Lyon 1990 en 1994
- Moskou 1992 en 1993
- ATP Marseille 1993, 1994 en 2000
- Long Island 1993
- Nice 1995
- Halle 1995
- Antwerpen 1997
- ATP Sint-Petersburg 1999
- Londen 2000

## Olympische Spelen
| Olympische Spelen 1992 |                  |                         |
| Eerste ronde           | Karim Alami      | 6–2, 4–6, 2–1 opgave    |
| Tweede ronde           | Wayne Ferreira   | 6–4, 6–0, 6–2           |
| Derde ronde            | Jim Courier      | 6–4, 6–2, 6–1           |
| Kwartfinale            | Emilio Sanchez   | 6–4, 7–6, 3–6, 7–6      |
| Halve finale           | Goran Ivanisevic | 6–3, 7–5, 6–2           |
| Finale                 | Jordi Arrese     | 7–6, 6–4, 3–6, 4–6, 8–6 |

## Prestatietabel
| Legenda | Legenda                          |
| ------- | -------------------------------- |
| g.t.    | geen toernooi gehouden           |
| l.c.    | lagere categorie                 |
| –       | niet deelgenomen                 |
| G       | uitgeschakeld in de groepsfase   |
| 1R      | uitgeschakeld in de eerste ronde |
| 2R      | uitgeschakeld in de tweede ronde |
| 3R      | uitgeschakeld in de derde ronde  |
| 4R      | uitgeschakeld in de vierde ronde |
| KF      | uitgeschakeld in de kwartfinale  |
| HF      | uitgeschakeld in de halve finale |
| F       | de finale verloren               |
| W       | het toernooi gewonnen            |
| w-v     | winst/verlies-balans             |

### Prestatietabel grand slam, enkelspel
| Toernooi        | 1990 | 1991 | 1992 | 1993 | 1994 | 1995 | 1996 | 1997 | 1998 | 1999 | 2000 | 2001 | 2002 | 2003 |
| --------------- | ---- | ---- | ---- | ---- | ---- | ---- | ---- | ---- | ---- | ---- | ---- | ---- | ---- | ---- |
| Australian Open | 1R   | 1R   | 4R   | –    | 3R   | 1R   | –    | 2R   | 2R   | KF   | 2R   | 2R   | –    | 1R   |
| Roland Garros   | 2R   | 1R   | 1R   | 2R   | 1R   | 2R   | HF   | 4R   | 1R   | 1R   | 2R   | 1R   | –    | 1R   |
| Wimbledon       | 3R   | 1R   | 3R   | 1R   | 2R   | 1R   | 3R   | 2R   | 2R   | 2R   | 4R   | 1R   | 2R   | 1R   |
| US Open         | 1R   | 1R   | 1R   | 1R   | 3R   | 4R   | 1R   | 1R   | 1R   | 1R   | 2R   | 1R   | 1R   | –    |

### Prestatietabel grand slam, dubbelspel
| Toernooi        | 1990 | 1991 | 1992 | 1993 | 1994 | 1995 | 1996 | 1997 | 1998 | 1999 | 2000 | 2001 |
| --------------- | ---- | ---- | ---- | ---- | ---- | ---- | ---- | ---- | ---- | ---- | ---- | ---- |
| Australian Open | –    | 2R   | 2R   | –    | 2R   | –    | –    | 1R   | 1R   | –    | –    | 1R   |
| Roland Garros   | 1R   | 1R   | W    | 1R   | 1R   | KF   | 1R   | 1R   | –    | –    | –    | 1R   |
| Wimbledon       | –    | –    | 2R   | 3R   | –    | –    | –    | –    | –    | –    | 2R   | 3R   |
| US Open         | 2R   | –    | 2R   | 2R   | –    | 1R   | –    | –    | –    | –    | 2R   | 1R   |